# Районы местного управления Нигерии

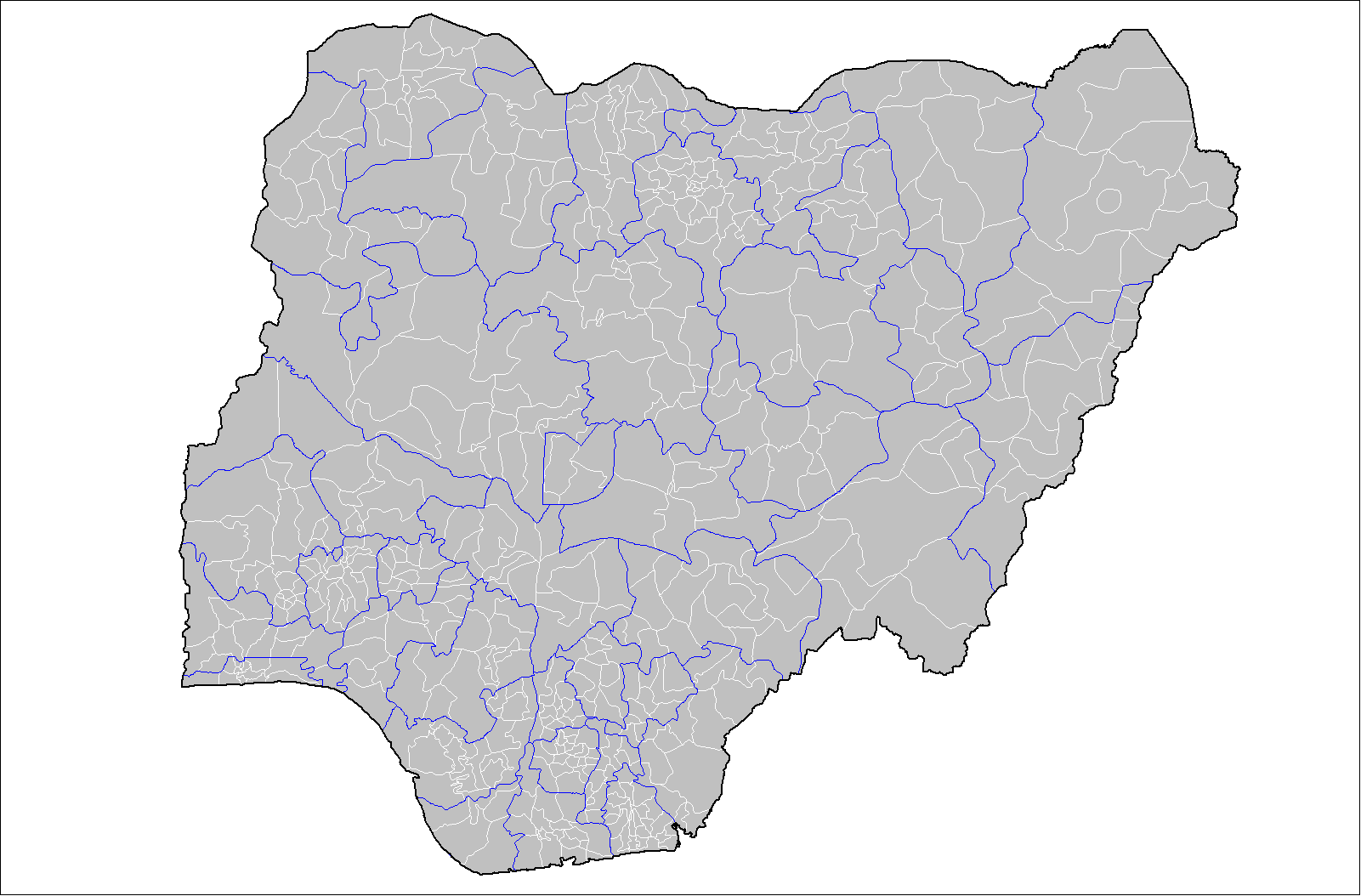
Границы штатов (синим) и районов местного управления (белым).

Районы местного управления (РМУ; йоруба Agbègbè Ìjọba Ìbílẹ̀, англ. Local Government Areas, LGA) — административная единица 2-го уровня в Нигерии, на которые делятся штаты. Всего в Нигерии 775 РМУ.
Каждый из районов управляется Советом местного управления, члены которого избираются в ходе голосования.
Функции совета местного управления указаны в Нигерийской конституции:
- предлагать рекомендации экономического развития на уровне штатов;
- осуществлять сбор пошлин и налогов;
- создавать и поддерживать кладбища, дома для престарелых и беспризорников;
- выдавать лицензии на велосипеды и другие средства передвижения без механического двигателя (телеги, повозки, лодки);
- создавать и поддерживать торговые площадки, автомобильные парки и общественные уборные;
- строить и следить за состоянием дорог, тротуаров, канализации, парков;
- давать названия улицам, определять номера домов;
- обеспечивать территорию общественным транспортом;
- регистрировать рождения, свадьбы и умерших;
- облагать налогом частные дома или многоквартирные дома, сдаваемые в аренду, по тарифу определенному законодательным собранием штата;
- следить за состоянием наружной рекламы, домашних животных, прачечных, магазинов, киосков, ресторанов и других мест общественного питания.

Каждый район местного управления делится на общины (англ. ward, букв. избирательный участок; в среднем от 10 до 15 в одном РМС).